# Wilhelm Kralik Sohn

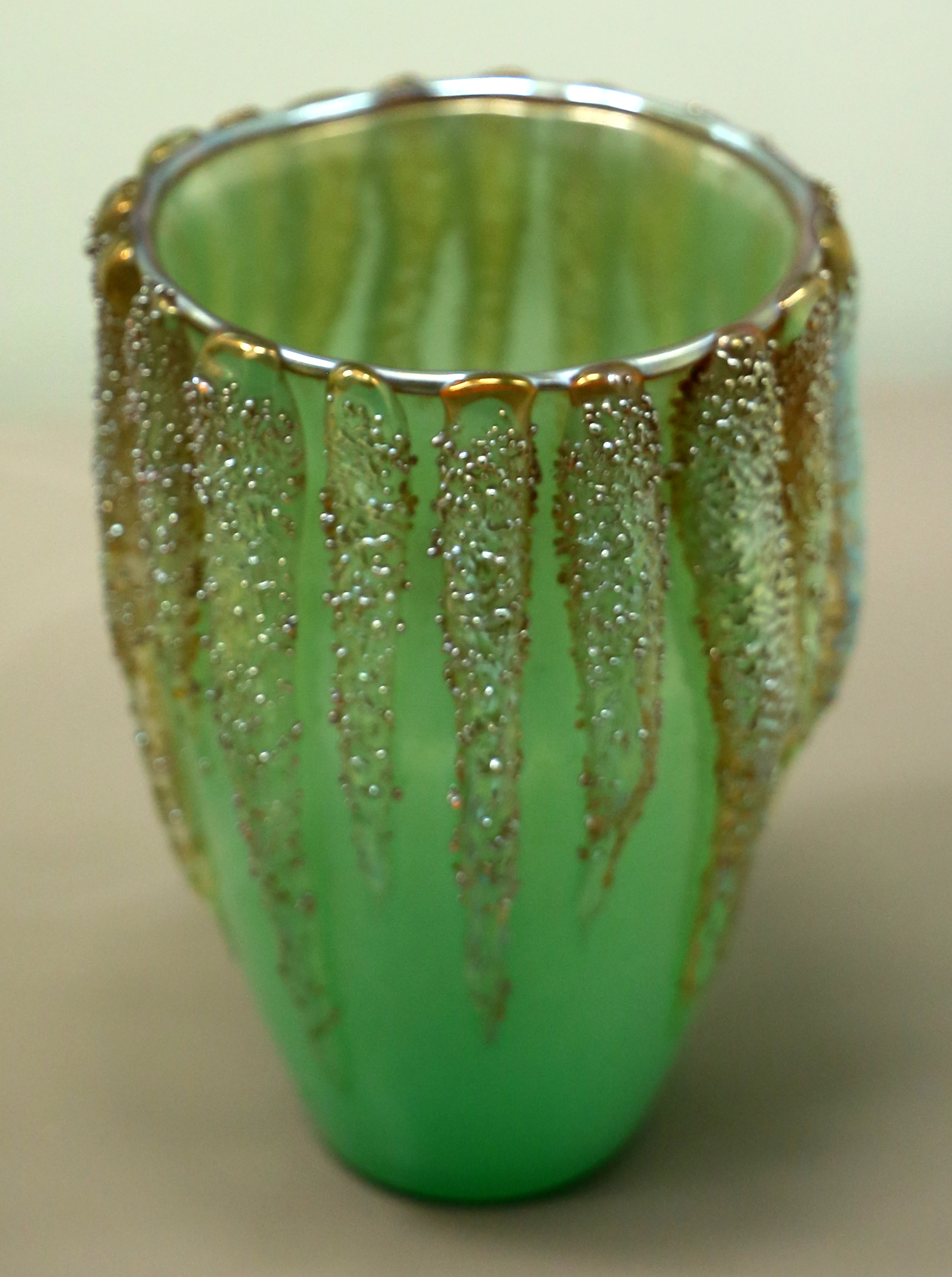
Vase 1900–1930, im Kunstgewerbemuseum Berlin

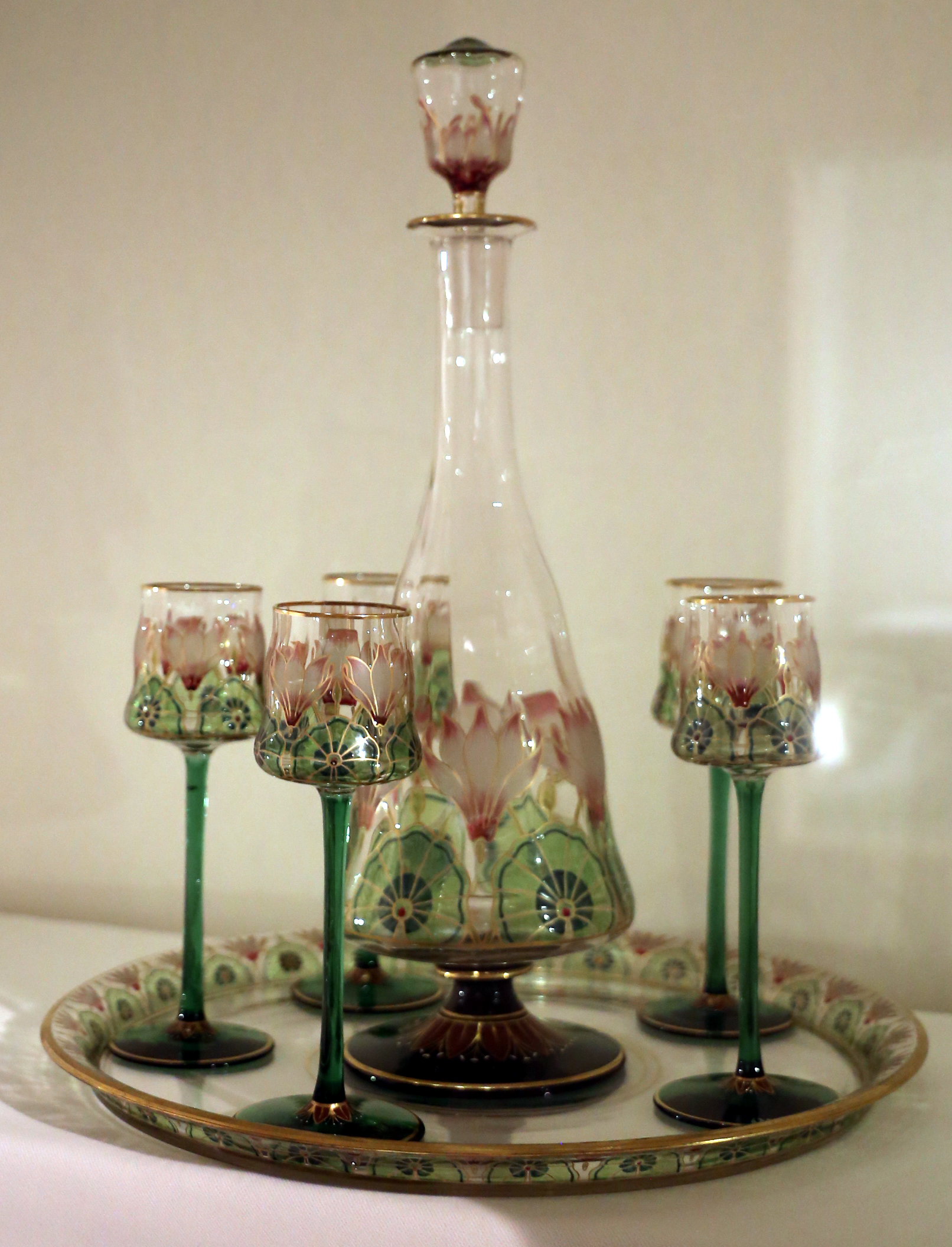

Wilhelm Kralik Sohn war eine künstlerisch bedeutende Glasfabrik in Eleonorenhain, Böhmen.

## Geschichte
Im Jahr 1881 setzten sich die vier Erben der Firma Meyr’s Neffe auseinander und die Glashütten in Eleonorenhain und Ernstbrunn (bei Christianberg) fielen an Johann und Heinrich Kralik, beide Ritter von Meyrswalden. Sie firmierten fortan unter der Bezeichnung Wilhelm Kralik Sohn, wobei Johann später wieder ausschied.
1896 wurden Wilhelm Mathias Kralik von Meyrswalden und Gottlob, der Sohn des Heinrich, als Inhaber aufgenommen.

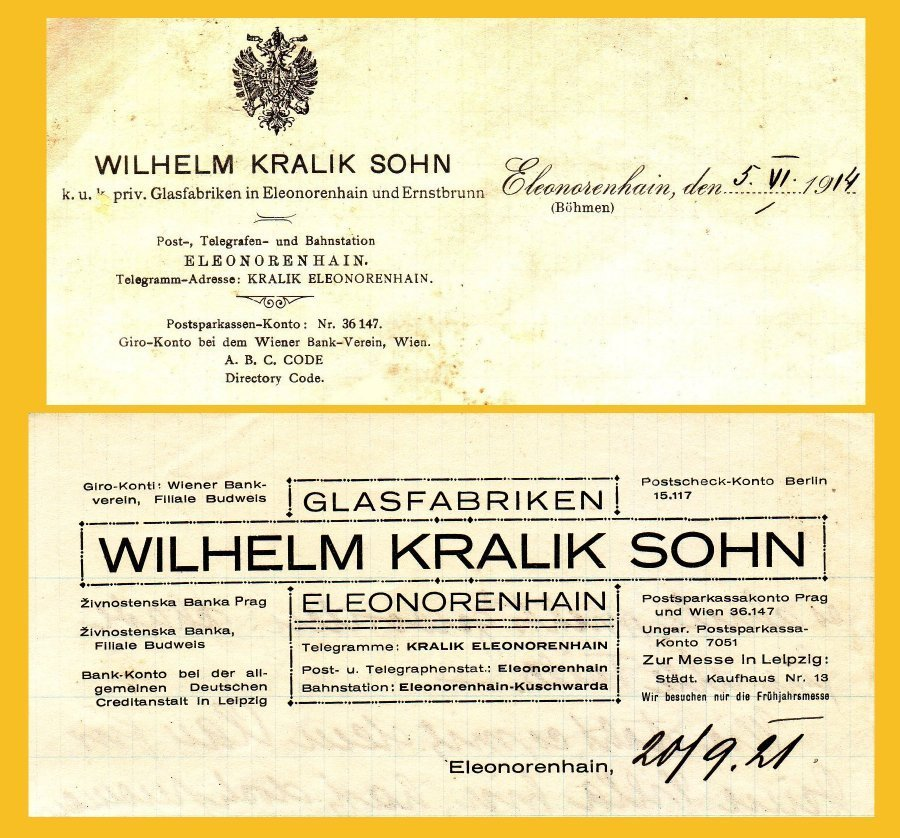
Briefköpfe der Fabrik 1914 und 1921

1911, nach dem Tod von Heinrich Kralik von Meyrswalden, übernahmen seine Söhne Alfons und Siegfried Kralik von Meyrswalden die Firma. Der Bruder Gottlob Kralik von Meyrswalden verließ die Firma und übernahm in Deutschland in Fürstenberg (heute Bestandteil von Eisenhüttenstadt) die dortige Glashütte.
Nach Ende des Zweiten Weltkriegs wurde die Firma tschechischer Staatsbetrieb unter dem Namen „Sklárny Český křišťál“ („Tschechisches Kristallglas“).
1993 folgte die Umbenennung in „Šumavské sklárny“ („Böhmerwaldglas“) und 1995 die endgültige Schließung der Glasfabrik in Eleonorenhain.
Etliche bedeutende Exponate befinden sich heute im Passauer Glasmuseum.